# Дюамель, Матьё
Матьё Дюаме́ль (фр. Mathieu Duhamel; род. 12 июля 1984 года, Мон-Сен-Эньян, Франция) — французский футболист, нападающий итальянского клуба «Фоджа».

## Карьера
Дюамель начал заниматься футболом в академии футбольного клуба «Кевийи». Занимался в клубе с 1991 по 1997 годы. Затем, когда ему было 13 лет, он перешёл в академию «Клерфонтен». Через три года покинул академию и перешёл в академию клуба «Руан». После «Руана» вернулся в «Кевийи».
Взрослую карьеру Дюамель начал в родном клубе «Кевийи», в котором провёл три сезона. В общей сложности, Дюамель сыграл 22 матча в любительском чемпионате Франции и забил 3 мяча. В 2006 году Дюамель вернулся в «Руан», провёл в клубе один сезон. Сыграл в 29 матчах и забил 12 мячей. В конце сезона покинул клуб и перешёл в «Роморантен» из Лиги 3. Провёл в клубе один сезон. Летом 2008 года Дюамель перешёл в «Лаваль», в составе которого сыграл 33 матча и забил 11 мячей, тем самым стал лучшим бомбардиром клуба в сезоне. Однако, из-за сложных отношений с тренером и одноклубниками Дюамель покинул клуб в конце сезона. Следующий сезон Дюамель провёл в клубе «Кретей». Провёл весьма хороший сезон, сыграл 26 матчей и забил 17 мячей. Его выступления в «Кретее» привлекли внимание «Труа», с которым Дюамель 10 июня 2010 года подписал трёхлетний контракт. 23 декабря 2010 года Дюамель на правах аренды перешёл в «Мец» до конца сезона 2010/11. Через полгода «Мец» выкупил права на Дюамеля и подписал с ним контракт. Летом 2012 года Дюамель покинул «Мец» и перешёл в «Кан». Провёл в клубе три сезона, сыграл 86 матчей и забил 43 мяча. В 2015 году на правах аренды выступал в «Эвиане». С 20 августа 2015 года выступал в клубе «Гавр» из Лиги 2, затем полсезона провёл в «Кевийи», а в январе 2018 года бесплатно перешёл в итальянскую «Фоджу» из Серии B. Таким образом, в 33 года Дюамель впервые оказался в заграничном чемпионате.